# 2001 v letectví
Tento článek obsahuje seznam událostí souvisejících s letectvím, které proběhly roku 2001.

## Události

### Září
- 8. září – v závodě o Pohár Gordona Bennetta zvítězili Francouzi Vincent Leys a Jean François Leys
- 11. září – 4 dopravní letouny, 2 patřící společnosti American Airlines a 2 patřící United Airlines, jsou uneseny a použity k útoku na Světové obchodní centrum v New Yorku a na budovu Pentagonu. Celkem při těchto teroristických útocích přišlo o život přes 3000 lidí.

### Říjen
- 26. října – V programu Joint Strike Fighter uspěla společnost Lockheed Martin s typem X-35.[1]

### Listopad
- 12. listopadu – New York prožívá druhou leteckou katastrofu, když se let American Airlines číslo 587 zřítí do města kvůli mechanické závadě. Umírá 265 lidí.

## První lety

### Leden
- 4. ledna – HAL Tejas, první technologický demonstrátor TD-1

### Únor
- 2. února – prototyp General Atomics RQ-1 Predator B, později přeznačený na MQ-9 Reaper.

### Březen
- 7. března – Boeing X-32B, STOVL varianta letounu X-32 v programu JSF.[1]

### Červen
- 24. června – Lockheed Martin X-35B[1]

### Červenec
- 21. července – XCOR EZ-Rocket

### Září
- Ruppert Archaeopteryx
- 4. září – Suchoj Su-80

### Prosinec
- 20. prosince – Bell UH-1Y Venom